# Franz Xaver Pitzer
Franz Xaver Pitzer (* 1886; † 1952) war ein sozialdemokratischer Politiker. Zwischen 1945 und 1949 bekleidete er das Amt des Polizeipräsidenten der Stadtpolizei München.

## Leben und Werk
Pitzer war Kunstschreinermeister und schloss sich schon als junger Mann der Sozialdemokratie an. 1919 war er erster Leiter des sozialdemokratischen Selbstschutzbunds Auergarde (daher auch „Pfitzergarde“ genannt) und wurde Vizepräsident der Münchner Polizei. Im Mai 1919 schied er nach Übernahme des Polizeipräsidiums durch Ernst Pöhner aus dem Amt aus und arbeitete wieder als Kunst- und Bauschreiner.
Als Nachfolger von Hans von Seißer wurde Pitzer Mitte August 1945 Polizeipräsident von München. Aufgrund seiner Verwicklung in den sogenannten Goldschieberprozess wurde Pitzer 1949 suspendiert. Vom 12. Dezember 1949 bis 1. Januar 1951 amtierte Ludwig Anton Weitmann als geschäftsführender Polizeipräsident. Im anschließenden Gerichtsverfahren wurde Pitzer freigesprochen, aber zum 1. Januar 1951 in den Ruhestand versetzt. Aus der SPD wurde er ausgeschlossen.